# AY YOLA
AY YOLA (башк. АЙ ЙОЛА́) — російський башкирський гурт, що працює в стилі етно-поп. Створений 2024 року в Уфі, столиці Башкортостану. Виконує твори на основі башкирських традиційних мотивів та сучасних електронних аранжувань. Друга пісня «Homay» з музичного альбому «Урал батир» стала хітом і набрала мільйонні прослуховування. Учасники гурту відзначилися підтримкою російського військового вторгнення в Україну.

## Назва
Відповідно до пояснення Ріната Рамазанова:

У назві групи використовуються башкирські слова у латинській транскрипції «AY» (башк. Ай) та «YOLA» (башк. Йола). Слово «AY» має кілька значень, у тому числі є міфологічне — «Вища сила, Бог, Тенгрі», а слово «YOLA» перекладається як «звичай, обряд, традиція, обрядовий».
«AY YOLA» башкирською мовою означає «вселенські закони, статут», «звід правил світобудови» — вічні цінності: не вбий, не вкради, шануй старших, захищай молодших.

## Історія
Музичний гурт AY YOLA заснований із представників двох колективів. Батько та донька Шайхітдінови з 2010 року займаються творчістю в проекті Musume, а Рінат Рамазанов — соліст та керівник етно-групи «Аргимак». Руслан та Рінат познайомилися у 2024 році під час створення пісні «Уфа моя», присвяченій 450-річчю заснування сучасної столиці Республіки Башкортостан. Надалі пісня стала переможцем у конкурсі, організований телекомпанією «Вся Уфа». Знайомство та спільна робота надихнула музикантів на створення нового проекту, в якому сучасне звучання поєднується з етнічними мотивами та епосом «Урал-Батир». Так, протягом 10 місяців було створено однойменний із башкирським епосом музичний альбом. У лютому 2025 року вийшов перший трек Batyr. Друга пісня «Homay», яка вийшла 14 березня, за тиждень набрала мільйонні прослуховування. Увійшла до топ-10 треків у Росії, у п'ятірку в Узбекистані та Азербайджані, зайняла першу позицію в Казахстані. Пісня також зацікавила слухачів із Туреччини та Європи.
У квітні 2025 року пісня «Homay» у світовому чарті Shazam піднялася на четверте місце. Того ж місяця композиція очолила топ Apple Music Україна, чим вкотре підняла дискусію щодо просування російського контенту в українському інфопросторі. Водночас у російському чарті Apple Music Homay знаходилася лише на третьому місці.

## Громадянська позиція
Гурт AY Yola офіційно оголосив про свою підтримку Росії у її війні проти України. Музиканти регулярно жертвують кошти російським військовим. Учасник гурту Рінат Рамазанов був головою Всеросійського курултаю башкирської молоді та активно збирав кошти для потреб російської армії, а у листопаді 2023 він проводжав свого брата воювати проти України.

## Склад
- Адель Шайхітдінова — вокал, гітара, домбра. Співачка, музикант, автор пісень. Донька Руслана Шайхітдінова. Лауреат гран-прі міжнародного конкурсу «Натхнення», у дуеті з батьком брала участь у шоу «Пісні» на ТНТ[1].

- Руслан Шайхітдінов — клавішні, бас-гітара, кил-кубиз. Музикант, звукорежисер, продюсер. Батько Адель Шайхітдінова. Ведучий радіо-шоу «Electroshock» на радіо «Maximum» (Москва). Також відомий як DJ Ruslan Sever[1].

- Рінат Рамазанов — вокал, курай. Музикант, мультиінструменталіст, громадський діяч. Заслужений артист Республіки Башкортостан, соліст та керівник етно-групи «Аргимак», у 2016—2025 роках. голова молодіжного курултаю башкир. Лауреат державної республіканської молодіжної премії ім. Шайхзади Бабича, лауреат гран-прі міжнародного конкурсу Nomad Universe в Саудівській Аравії[1][10].

## Творчість
Композиції альбому «Урал-Батир»:
- Трек «Batyr» (Богатир, башк. Батыр). Вийшов 21 лютого 2025 (МТС лейбл, тривалість 2:29 хв)[11].

Пісня оповідає про зв'язок часів, від давнини до сучасності, від епохи богатирів-арисланів до наших днів, через які пройшло безліч поколінь. Нагадує про перебіг часу, який забирає епохи та легенди. Потужність сучасних машин вимірюється богатирськими кіньми Акбузат. Оспівується ідея смерті за Батьківщину.
- Трек Homay (Хумай). Автор тексту Діана Кільдіна. Вийшов 14 березня 2025 (МТС лейбл, тривалість 4:04 хв)[12].

У пісні співається про Хумай, ключового персонажа башкирського епосу. На початку пісні задається питання про її сутність, коріння та походження. Наголошується на сакральній природі героїні: мати — сонце, що омила Хумай у джерелі живої води, і батько Самрау, який виховав доньку в доброті.
Далі описується Хумай як хранителька чарівного коня Акбузат та алмазного меча, а також як знавця шляху до джерела живої води. Підкреслюється її вірність традиціям, відмова від шлюбу з чужинцями і те, що вона виховала гідних синів. Хумай називається птахом щастя.
У заключній частині пісні проводиться паралель між Хумай та сучасними башкирськими дівчатами, яких називають «зірочками Хумай». Стверджується, що шлях до джерела живої води, що символізує мудрість і духовність народу, закладений у душі кожної з них.